# Ecituncula microps
Ecituncula microps är en tvåvingeart som beskrevs av Borgmeier 1971. Ecituncula microps ingår i släktet Ecituncula och familjen puckelflugor.
Artens utbredningsområde är Panama. Inga underarter finns listade i Catalogue of Life.